# Ville Niinistö
Ville Matti Niinistö (né le 30 juillet 1976 à Åbo, Finlande), est un homme politique finlandais, membre de la Ligue verte.

## Biographie
Il est le neveu du président de la République de Finlande, Sauli Niinistö.
Il est ministre de l'Environnement du 22 juin 2011 au 26 septembre 2014.